# Carqueiranne
Carqueiranne település Franciaországban, Var megyében. Lakosainak száma 9412 fő (2022. január 1.). Carqueiranne La Crau, La Garde, Hyères és Le Pradet községekkel határos.

## Népesség
A település népességének változása:
| Lakosok száma | 9905 | 9990 | 10 014 | 9700 | 9555 | 9518 | 9462 | 9417 | 9412 |
|               | 2013 | 2015 | 2016   | 2017 | 2018 | 2019 | 2020 | 2021 | 2022 |